# هوب ساوند (فلوریدا)
هوب ساوند (به انگلیسی: Hobe Sound) یک منطقهٔ مسکونی در ایالات متحده آمریکا است که در شهرستان مارتین، فلوریدا واقع شده‌است. هوب ساوند ۱۴٫۸ کیلومتر مربع مساحت و ۱۱٬۵۲۱ نفر جمعیت دارد و ۶ متر بالاتر از سطح دریا واقع شده‌است.